# Lal Pur (huyện)
Lal Pur là một huyện thuộc tỉnh Nangarhar, Afghanistan. Dân số thời điểm năm 1999 là 14,999 người.